# Connor Brown
Connor Brown (* 14. Januar 1994 in Etobicoke, Ontario) ist ein kanadischer Eishockeyspieler, der seit Juli 2025 bei den New Jersey Devils aus der National Hockey League unter Vertrag steht. Zuvor war der rechte Flügelstürmer in der NHL bereits für die Toronto Maple Leafs, Ottawa Senators, Washington Capitals und Edmonton Oilers aktiv. Mit der kanadischen Nationalmannschaft gewann er die Goldmedaille bei der Weltmeisterschaft 2021.

## Karriere
Brown spielte als Teenager zunächst bis 2011 für die Toronto Marlboros und die St. Michael’s Buzzers in der Provinz Ontario, ehe er sich über die OHL Priority Selection zur Saison 2011/12 den Erie Otters aus der Ontario Hockey League anschloss. Dort absolvierte der rechte Flügelstürmer eine gute Rookiesaison mit 53 Scorerpunkten und war bester Spieler seines Teams, was ihm die Wahl ins First All-Rookie Team der Liga bescherte. Anschließend wurde er im NHL Entry Draft 2012 in der sechsten Runde an 156. Position von den Toronto Maple Leafs aus der National Hockey League ausgewählt. Mit Beginn der Spielzeit 2012/13 führte der Angreifer die Otters als Mannschaftskapitän aufs Eis. Er verbesserte sich in diesem Spieljahr auf 69 Punkte. In der folgenden Saison war Brown dann mit 128 Scorerpunkten mit Abstand bester Punktesammler der gesamten Liga. Er bildete eine Sturmreihe mit Dane Fox und Connor McDavid, die sich ebenfalls unter den vier besten Scorern wiederfanden. Brown erhielt am Saisonende zahlreiche Trophäen – die Jim Mahon Memorial Trophy als punktbester rechter Flügelspieler, die Eddie Powers Memorial Trophy als bester Scorer unter allen Spielern und die Red Tilson Trophy als wertvollster Spieler. Da er zudem bester Scorer der gesamten Canadian Hockey League war, wurde er auch mit dem CHL Top Scorer Award ausgezeichnet.
Nach Abschluss seines Juniorenkarriere wechselte Brown im Sommer 2014 ins Franchise der Toronto Maple Leafs, das ihn bereits im November 2013 mit einem Einstiegsvertrag ausgestattet hatte. Er verbrachte die gesamte Saison 2014/15 jedoch im Farmteam, den Toronto Marlies, in der American Hockey League. Mit 61 Punkten war er – wie schon in der OHL – punktbester Spieler seines Teams und wurde ins AHL All-Rookie Team berufen. Auch in der Spielzeit 2015/16 war der Stürmer für die Marlies aktiv, ehe er Mitte März 2016 erstmals in den NHL-Kader Torontos berufen wurde. Dort etablierte er sich zu Beginn der Saison 2016/17 und erarbeitete sich einen Stammplatz. Der Stürmer bestritt in den folgenden drei Spielzeiten alle Pflichtspiele der Maple Leafs, ehe er Anfang Juli 2019 gemeinsam mit Nikita Saizew und Michael Carcone in die kanadische Hauptstadt zu den Ottawa Senators transferiert wurde. Diese gaben im Gegenzug Cody Ceci, Ben Harpur, Aaron Luchuk und ein Drittrunden-Wahlrecht im NHL Entry Draft 2020 an Toronto ab.
In Ottawa unterzeichnete Brown im Oktober 2020 einen neuen Dreijahresvertrag, der ihm ein durchschnittliches Jahresgehalt von 3,6 Millionen US-Dollar einbringen soll. Bei der anschließenden Weltmeisterschaft 2021 kam er zu seinem Debüt für die kanadische Nationalmannschaft und gewann mit dem Team prompt die Goldmedaille. Zudem führte er alle Spieler des Turniers in Vorlagen (14) und Scorerpunkten (16) an. Nach drei Jahren bei den Senators wurde Brown im Juli 2022 an die Washington Capitals abgegeben, die im Gegenzug ein Zweitrunden-Wahlrecht für den NHL Entry Draft 2024 nach Ottawa schickten. Dort verpasste er jedoch den Großteil der Spielzeit 2022/23 aufgrund eines Kreuzbandrisses, bevor er sich im Juli 2023 als Free Agent den Edmonton Oilers anschloss. In den Playoffs 2024 erreichte er mit den Oilers das Finale um den Stanley Cup, unterlag dort allerdings den Florida Panthers mit 3:4. Gleiches geschah am Ende der Playoffs 2025, als Edmonton mit 2:4 erneut an den Panthers scheiterte. Im Juli 2025 unterzeichnete er als Free Agent einen Vierjahresvertrag bei den New Jersey Devils mit einem Gesamtvolumen von 12 Millionen US-Dollar.

## Erfolge und Auszeichnungen
| - 2012 OHL First All-Rookie Team - 2014 Eddie Powers Memorial Trophy - 2014 Jim Mahon Memorial Trophy - 2014 Red Tilson Trophy - 2014 OHL First All-Star Team | - 2014 CHL Top Scorer Award - 2014 AHL-Rookie des Monats Dezember - 2015 Teilnahme am AHL All-Star Classic - 2015 AHL All-Rookie Team |

### International
- 2021 Goldmedaille bei der Weltmeisterschaft
- 2021 Topscorer der Weltmeisterschaft
- 2021 Bester Vorlagengeber der Weltmeisterschaft

## Karrierestatistik
Stand: Ende der Saison 2024/25

### International
Vertrat Kanada bei:
- Weltmeisterschaft 2021

(Legende zur Spielerstatistik: Sp oder GP = absolvierte Spiele; T oder G = erzielte Tore; V oder A = erzielte Assists; Pkt oder Pts = erzielte Scorerpunkte; SM oder PIM = erhaltene Strafminuten; +/− = Plus/Minus-Bilanz; PP = erzielte Überzahltore; SH = erzielte Unterzahltore; GW = erzielte Siegtore; 1 Play-downs/Relegation; Kursiv: Statistik nicht vollständig)